# NGC 914
NGC 914 è una vasta galassia a spirale situata nella costellazione di Andromeda, a una distanza di circa 246 milioni di anni luce dalla nostra Via Lattea.

## Scoperta
La galassia è stata scoperta il 30 ottobre 1878 dall'astronomo francese Édouard Stephan.

## Descrizione
NGC 914 ha una classe di luminosità III e presenta una larga riga a 21 cm dell'idrogeno neutro. Il database SIMBAD  la considera una radiogalassia.